# 羊齿烯
9(11)-羊齿烯（英語：fernene）是一种有机化合物，化学式C30H50，可见于鐵線蕨、鞭叶铁线蕨、普通铁线蕨等物种。
它和间氯过氧苯甲酸在二氯甲烷中于0 °C反应，可以得到9α,11α-环氧羊齿烯。该环氧化物和三氟化硼乙醚反应，可以得到7(8),9(11)-羊齿二烯。